# 須磨ニュータウン

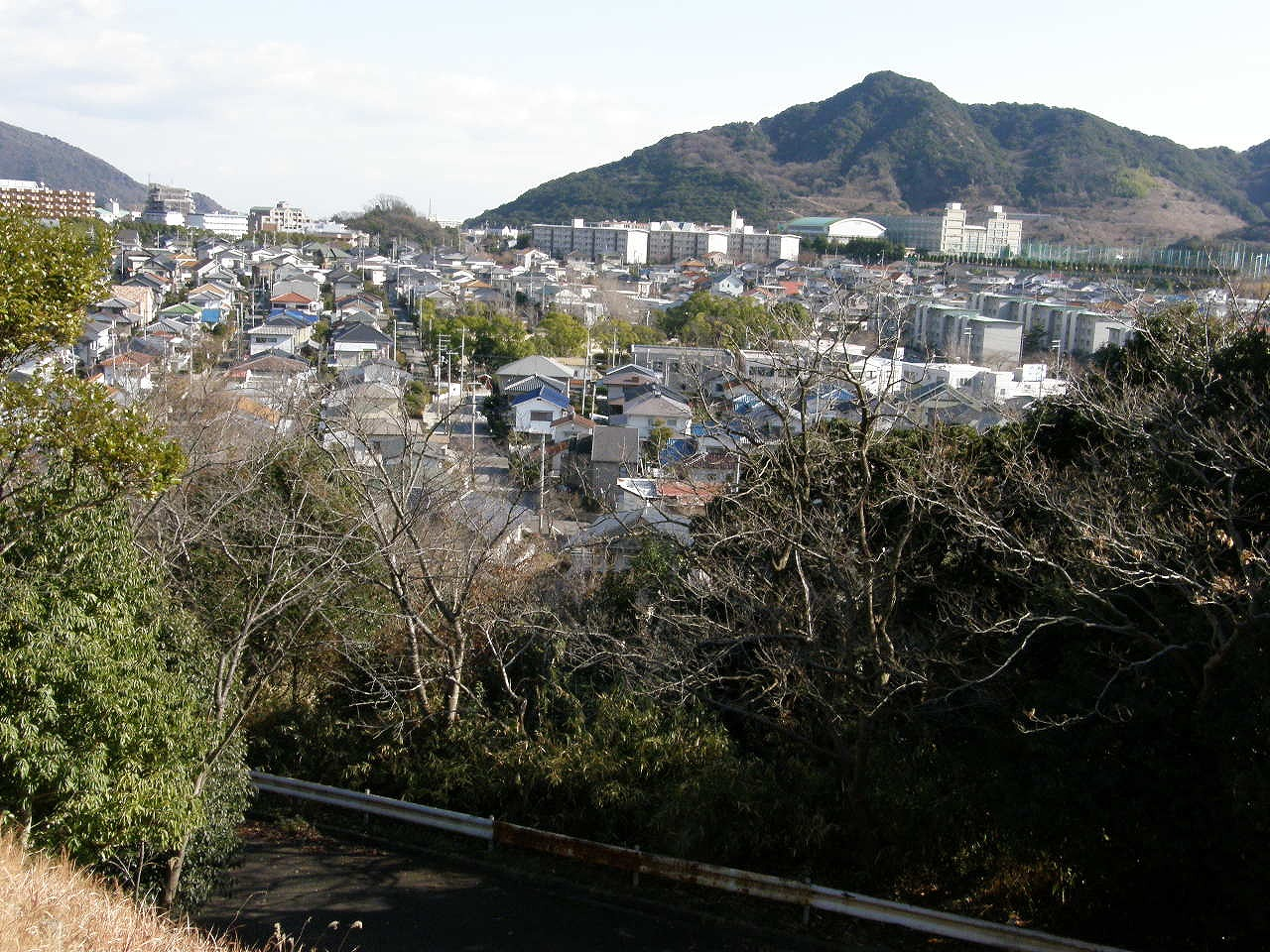
須磨ニュータウン（神戸市須磨区友が丘九丁目より）

須磨ニュータウン（すまニュータウン）は、1970年（昭和45年）から入居が開始された神戸市須磨区にあるニュータウン、6団地の総称。

## 歴史
元来六甲山脈西部の丘陵地だったが、1964年（昭和39年）からポートアイランドを造成するにあたり開発され、その跡地をニュータウンに転用して1970年から順次入居が始まった。
入居開始に合わせて前年の1969年（昭和44年）には西神戸有料道路（現市道夢野白川線）が開通し、その後1984年（昭和59年）には山麓バイパスも開通した。
須磨ニュータウンは順次拡大されるが、その間の1971年（昭和46年）に神戸市営地下鉄西神・山手線が着工され、1977年（昭和52年）3月13日に新長田駅 - 名谷駅間が開通した。8年後の1985年（昭和60年）8月にはユニバーシアード神戸85が須磨ニュータウン西部の神戸総合運動公園で開催され、その2か月前の6月18日に地下鉄は学園都市駅まで延長された。
須磨ニュータウンのうち名谷団地（西落合、竜が台以西）は1977年（昭和52年）6月6日に垂水区から須磨区に編入された。
なお須磨ニュータウンエリア内の輸送手段として新交通システムの建設が計画されたものの沙汰やみに終わっているが、神戸市の依頼を受けた民間の調査会社がまとめた報告書が現在でも残されており、神戸市立中央図書館で広く閲覧することが出来る。
「須磨ニュータウン周辺の森を整備し、癒しの森（場）づくり」は平成29年度手づくり郷土賞受賞。

## 主な団地
出典
- 須磨ニュータウン北須磨団地 - 須磨区北須磨、1967年、兵庫県労働者（友が丘）住宅生活協同組合
- 須磨ニュータウン白川台団地 - 須磨区白川台、1970年、白川土地区画整理組合
- 須磨ニュータウン高倉台団地 - 須磨区高倉台、1973年、神戸市開発局
- 須磨ニュータウン名谷団地 - 須磨区名谷、1975年、神戸市開発局
- 須磨ニュータウン落合団地 - 須磨区落合、1978年、旧・住宅都市整備公団
- 須磨ニュータウン横尾団地 - 須磨区横尾、1979年、神戸市開発局

## 教育施設

### 大学
- 神戸大学（医学部保健学科・大学院保健学研究科）

### 高等学校
- 兵庫県立北須磨高等学校
- 兵庫県立須磨東高等学校
- 兵庫県立須磨友が丘高等学校
- 神戸市立須磨翔風高等学校
- 啓明学院高等学校
- 神戸国際高等学校

### 中学校
- 神戸市立白川台中学校
- 神戸市立須磨北中学校
- 神戸市立高倉中学校
- 神戸市立竜が台中学校
- 神戸市立東落合中学校
- 神戸市立友が丘中学校
- 神戸市立横尾中学校
- 神戸市立西落合中学校
- 啓明学院中学校
- 神戸国際中学校

### 小学校
- 神戸市立多井畑小学校
- 神戸市立白川小学校
- 神戸市立高倉台小学校
- 神戸市立菅の台小学校
- 神戸市立東落合小学校
- 神戸市立竜が台小学校
- 神戸市立西落合小学校
- 神戸市立横尾小学校
- 神戸市立松尾小学校
- 神戸市立神の谷小学校
- 神戸市立花谷小学校
- 神戸市立南落合小学校

## 商業施設

### TerrasMa (テラスマ)
高倉台1丁目に存在する複合商業施設。主要テナントは以下の通り。 
- ヤマダストアー
- キリン堂
- キャンドゥ
- コーナン

### その他の商業施設
- LUCCA名谷
  - メンズプラザアオキ名谷店
  - ビッグボーイ名谷店
  - コ・ス・パ名谷
  - タイムズLUCCA名谷

## 医療施設
- 国立病院機構神戸医療センター

## 公共施設
- 神戸市立名谷図書館

## その他施設
- 須磨北郵便局

## 公園

### その他の公園
- 高倉台公園
- 友が台公園
- 菅の台公園
- 竜が丘公園
- 武蔵谷公園
- 名谷公園
- 落合中央公園
- 松尾公園
- 殿津谷公園
- 畑ヶ谷公園

## 交通

### 鉄道
- 神戸市営地下鉄西神・山手線 妙法寺駅、名谷駅、総合運動公園駅

### 道路
- 兵庫県道22号神戸三木線
- 兵庫県道65号神戸加古川姫路線